# Kevin McCloud
Kevin McCloud (Bedfordshire, 8 maggio 1959) è un designer e conduttore televisivo britannico, nominato cavaliere dell'Ordine dell’Impero Britannico.
È noto per il programma TV Grand Designs in onda su Channel 4, presentato dall'aprile 1999, che tratta tematiche legate all'architettura e al design.